# Mary Agnes Yerkes

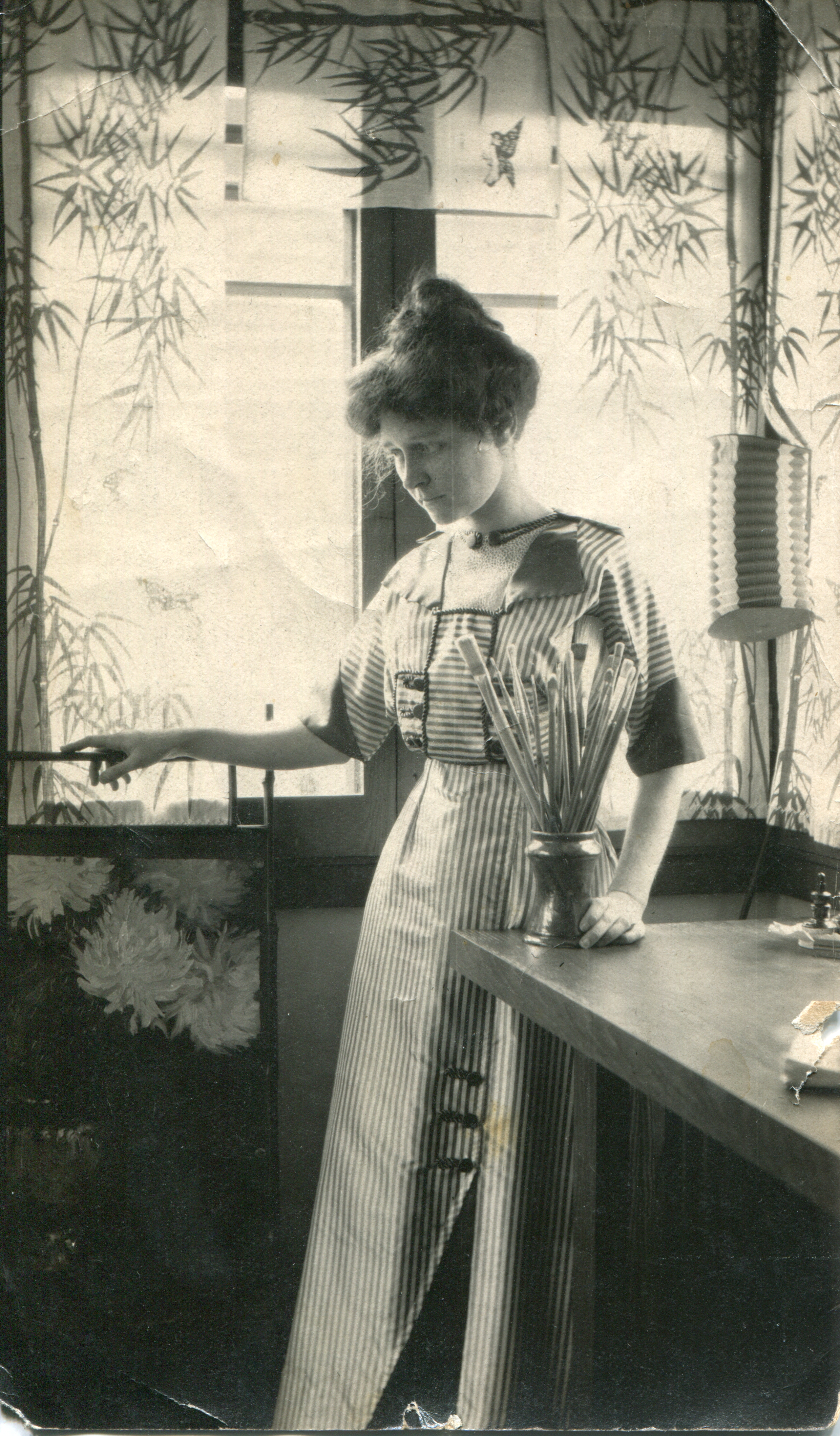
Mary Agnes Yerkes en su estudio

Mary Agnes Yerkes (9 de agosto de 1886 - 8 de noviembre de 1989) fue una pintora, fotógrafa y artesana impresionista estadounidense. Era experta en la pintura al óleo, el pastel y la acuarela. Su carrera profesional se vio truncada por la Gran Depresión, pero siguió pintando hasta bien entrados los noventa con pasión por su oficio y por la naturaleza. Se destaca por su pintura al aire libre mientras acampaba en el oeste americano y sus parques nacionales.

## Infancia y juventud en Chicago
Mary Agnes Yerkes nació el 9 de agosto de 1886 en Oak Park, Illinois. Sus padres, Charles Sherman Yerkes y Mary Greenlees Yerkes, se habían trasladado allí unos años antes desde Ohio. Era la tercera hija de cuatro hermanos; Reuben Archibald, Alice Agnew y Charles Greenlees. Mary Agnes se graduó en la Oak Park y River Forest High School en 1906 y se convirtió en una consumada artista local.
Su padre murió en 1908. En 1913, su madre encargó una casa, la Residencia Mary Greenlees Yerkes al arquitecto John S. Van Bergen. Van Bergen fue también dibujante y contemporáneo de Frank Lloyd Wright. Aunque la mayoría de los arquitectos atendían a clientes adinerados, Van Bergen mostró un interés particular en diseñar tanto para mujeres profesionales como para artistas. Su casa fue diseñada específicamente por Van Bergen con un estudio de arte en el piso de arriba para Mary Agnes. Incluso diseñó algunas de las molduras interiores del primer piso para enmarcar algunas de las pinturas murales de Mary Agnes.

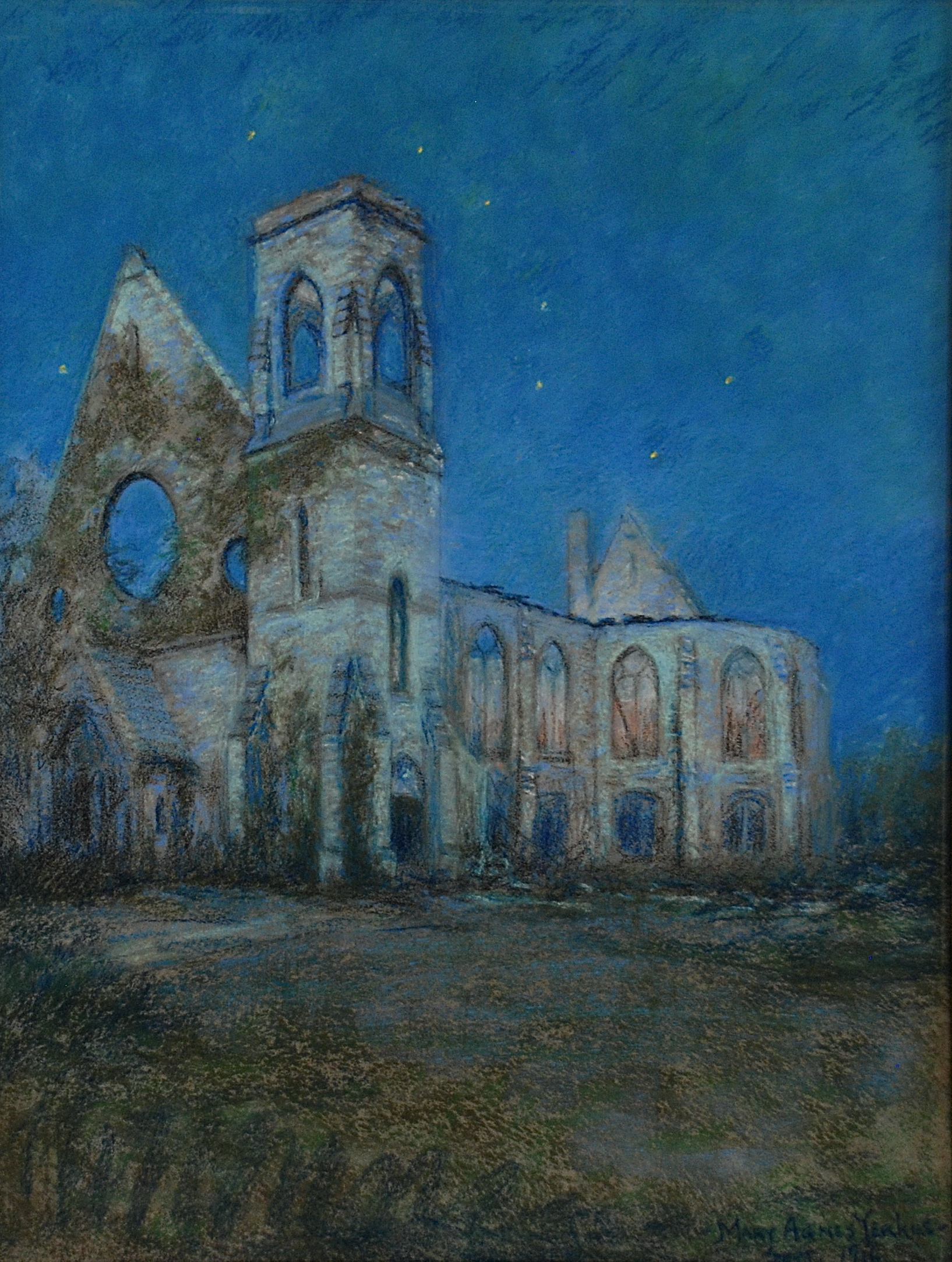
"Después del fuego" de Mary Agnes Yerkes, 1915, pastel sobre lienzo.

La residencia Mary Greenlees Yerkes ha sido merecedora del premio Oak Park Preservation Trust. El Instituto de Arte de Chicago y los directorios de Oak Park muestran su vida en esta casa desde 1913 hasta 1919. Su madre siguió viviendo con Mary Agnes hasta su muerte en California, en 1935.
Yerkes tomó un curso de dos años en historia del arte y diseño decorativo en el Rockford College. Luego estudió en la Academia de Bellas Artes, donde también impartió clases, y en la actualmente denominada Escuela del Instituto de Arte de Chicago. Recibió instrucción especial en pintura con Wellington Reynolds, John W. Norton y Walter Marshall Clute, y participó en numerosas exposiciones, incluidas las exhibiciones de los Chicago Artists y la American Watercolour Society en el Art Institute of Chicago de 1912 a 1915.
Yerkes tuvo una exposición en solitario de dos semanas en octubre de 1915, sobre la cual escribió un crítico de Chicago:

## California y la depresión

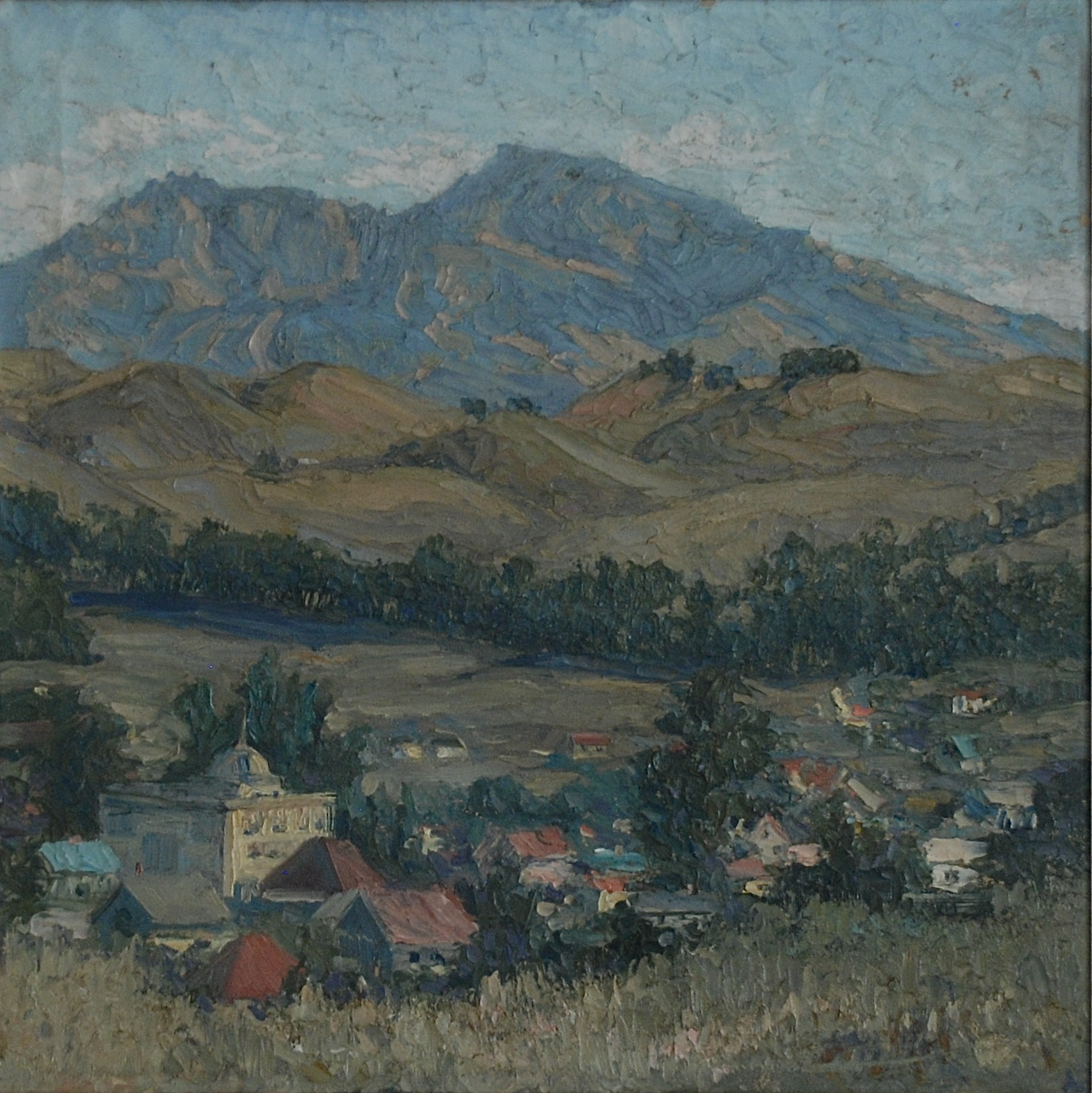
"Mt. Diablo" de Mary Agnes Yerkes, hacia 1920, óleo sobre lienzo.

"Fue. . California, y más concretamente San Francisco, la que se convirtió en la primera meca de las mujeres artistas en Occidente".
En 1917, se casó con el Comandante de la Marina Archibald Nelson Offley, (Archie), y tuvo una hija, Mary Yerkes Offley, nacida en 1918 y que murió a los 15 años de nefritis. La vida de casada con un oficial naval la hizo trasladarse a varios puertos: Portsmouth, Virginia, en el este, y San Diego, Vallejo, Long Beach y San Francisco, a lo largo de la costa de California. Eventualmente establecieron su residencia permanente en San Mateo, California, en la década de 1930. Este período de tiempo vio el inicio de la Gran Depresión y se dio cuenta de que una carrera formal en la pintura sería difícil: "La Gran Depresión de la década de 1930 y la consiguiente falta de fondos para patrocinar el arte afectó gravemente las carreras de muchos artistas, tanto hombres como mujeres". Algunos artistas durante este tiempo tuvieron la suerte de encontrar trabajo a través del Proyecto de Arte Federal de la Administración de Progreso de Obras para pintar murales en edificios públicos, pero para muchos artistas sus carreras acabaron. Esta situación fue confirmada por el propio diario de Yerkes, en un viaje de un fin de semana a San Francisco desde San Mateo en 1935. Yerkes tenía una cita con el director de arte de los grandes almacenes Gump. Se fue muy desanimada porque el director dijo que "nadie está comprando arte en estos tiempos". Su estilo de vida era modesto pero mucho mejor que el de la mayoría durante este período con la posición segura de Offley en la Oficina de Censura de la Marina. Todo el tiempo libre y el dinero ahorrado se destinaron a recorrer el campo para su exploración artística.

## Pintura al aire libre y los Parques Nacionales

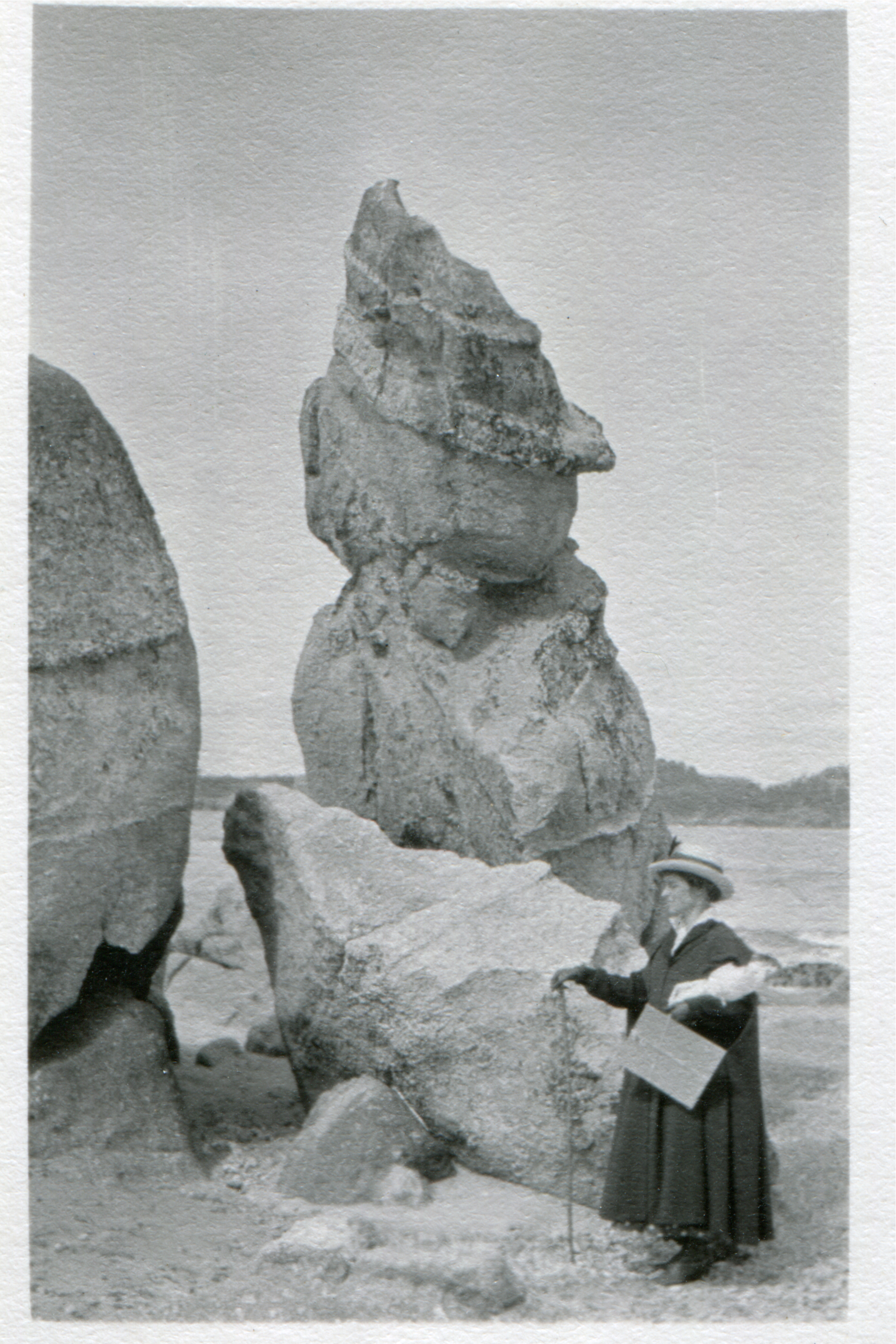
Pintura al aire libre de Mary Agnes en Carmel", Carmel Beach, California, alrededor de la década de 1920.

"Los dos óleos de Yerkes en particular, [Museo de Arte de Crocker], son ejemplos maravillosos del impresionismo de California, y de una mujer, lo que los hace aún más raros".  - Scott A. Shields, Ph.D., Director Asociado/ Curador Jefe, Museo de Arte Crocker.
Con el norte de California como base permanente, Yerkes pintaba entonces para sí misma. Tenía fácil acceso a algunas de las mayores maravillas naturales del Oeste. Viajó, acampó y pintó desde el valle de Yosemite hasta Santa Fe y desde Tucson hasta Alberta, Canadá. Los diarios de viaje, mantenidos por su esposo, mostraban registros detallados de estas aventuras a lo largo de las décadas de 1930 y 1940. Hicieron una gira en su Buick de la década de 1920 especialmente modificado, que estaba equipado con compartimentos de almacenamiento adicionales y un cabestrillo de lona para una cama interior. Yerkes, su esposo y su hija Mary, (apodada Min), pasaban los fines de semana y las vacaciones viajando por caminos de tierra para explorar los santuarios internos de los Parques Nacionales recién establecidos. Las expediciones los llevaron varias veces por todo el oeste y recorrieron muchos parques nacionales, incluidos: Crater Lake, Mt Rainier, Glacier, Yellowstone, Grand Teton, Rainbow Bridge and Arches, Mesa Verde, Joshua Tree, Death Valley, Grand Canyon, Organ Pipe Cactus National Monument y Yosemite, así como las costas de Oregón, Washington y California. El valle de Yosemite fue un tema y destino favorito en particular debido a su belleza y a la proximidad a San Mateo.

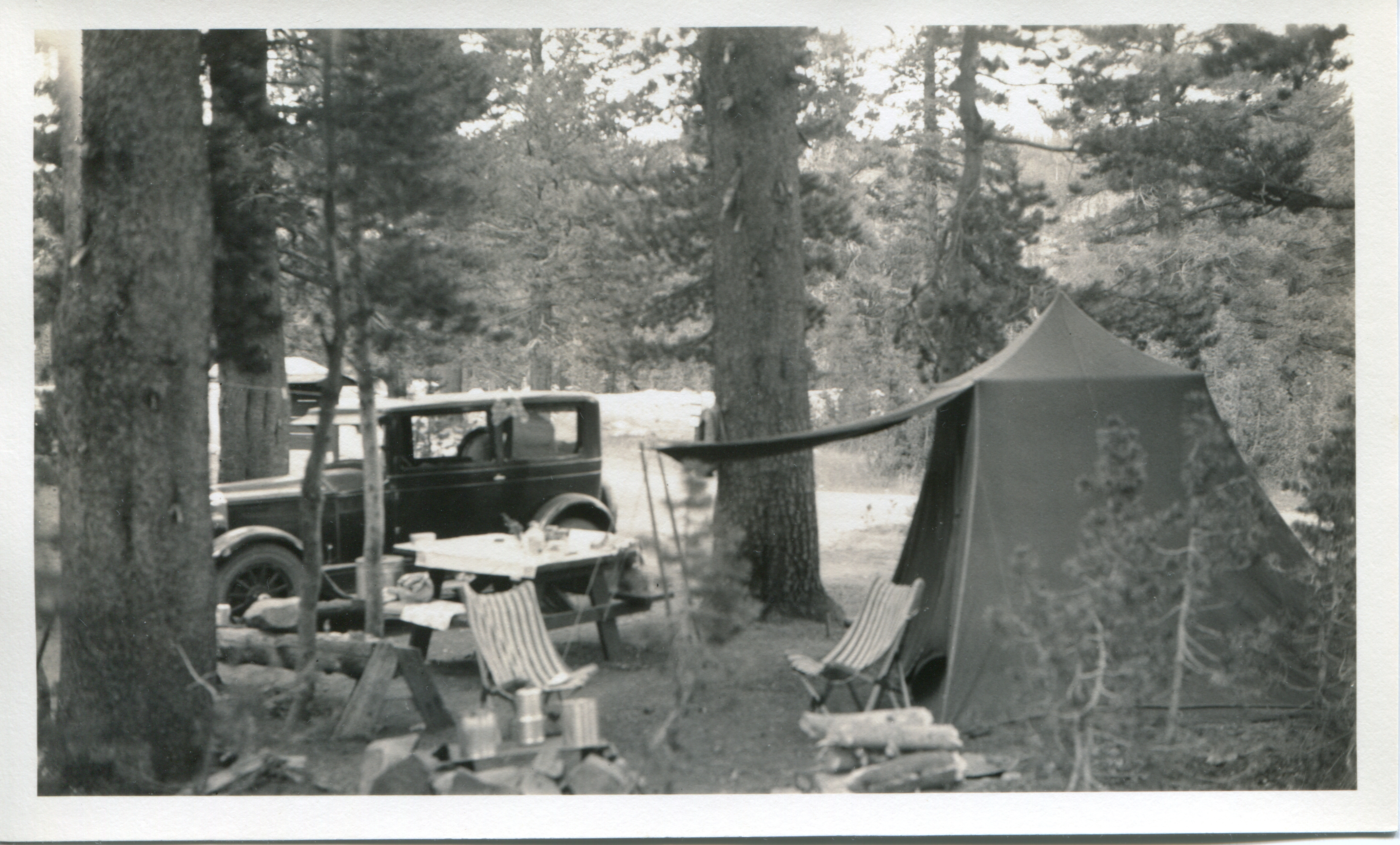
Mary Agnes acampando en Yosemite con su Buick de la década de 1920", Valle de Yosemite, California, alrededor de 1936.

Yerkes pintó principalmente al aire libre, pero también trabajó en su casa en un estudio. Numerosas fotografías fueron tomadas por ella en cada viaje para ser utilizadas como referencia más adelante. Archie murió en 1945 y los esfuerzos de pintura de Yerkes se detuvieron. Se reanudaron en la década de 1950 con el apoyo de su segundo socio, Albert Cobb, aunque no se volvió a casar. Yerkes continuó acampando y pintando en el oeste americano hasta bien entrada la década de 1970 y hasta los noventa años. También realizó alfombras pictóricas, tejió telas para su propia ropa y accesorios, y esculpió muebles con los mismos motivos naturales y del sudoeste que le encantaba pintar. Murió en San Mateo el 8 de noviembre de 1989, a la edad de 103 años. Después de décadas de pintar, más de 150 de sus pinturas adornaban las paredes de su casa en el momento de su muerte. El mundo del arte la conoce como "Mary Agnes" Yerkes, pero ella, al igual que los miembros de su familia, usaba solo el nombre de "Agnes".

## Galería

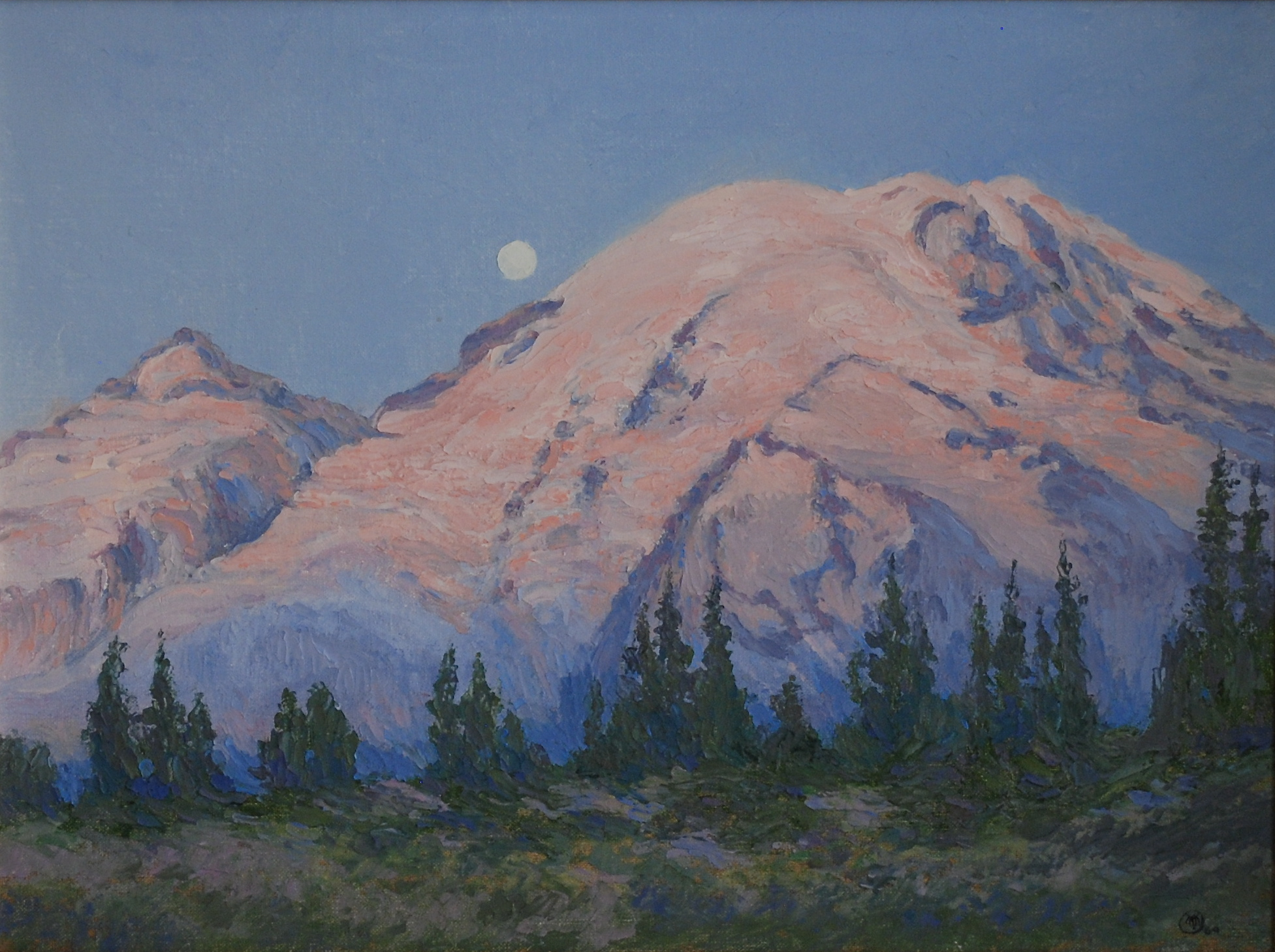
"Moon Set and Sunrise Glow" de Mary Agnes Yerkes, 1964, óleo sobre lienzo.
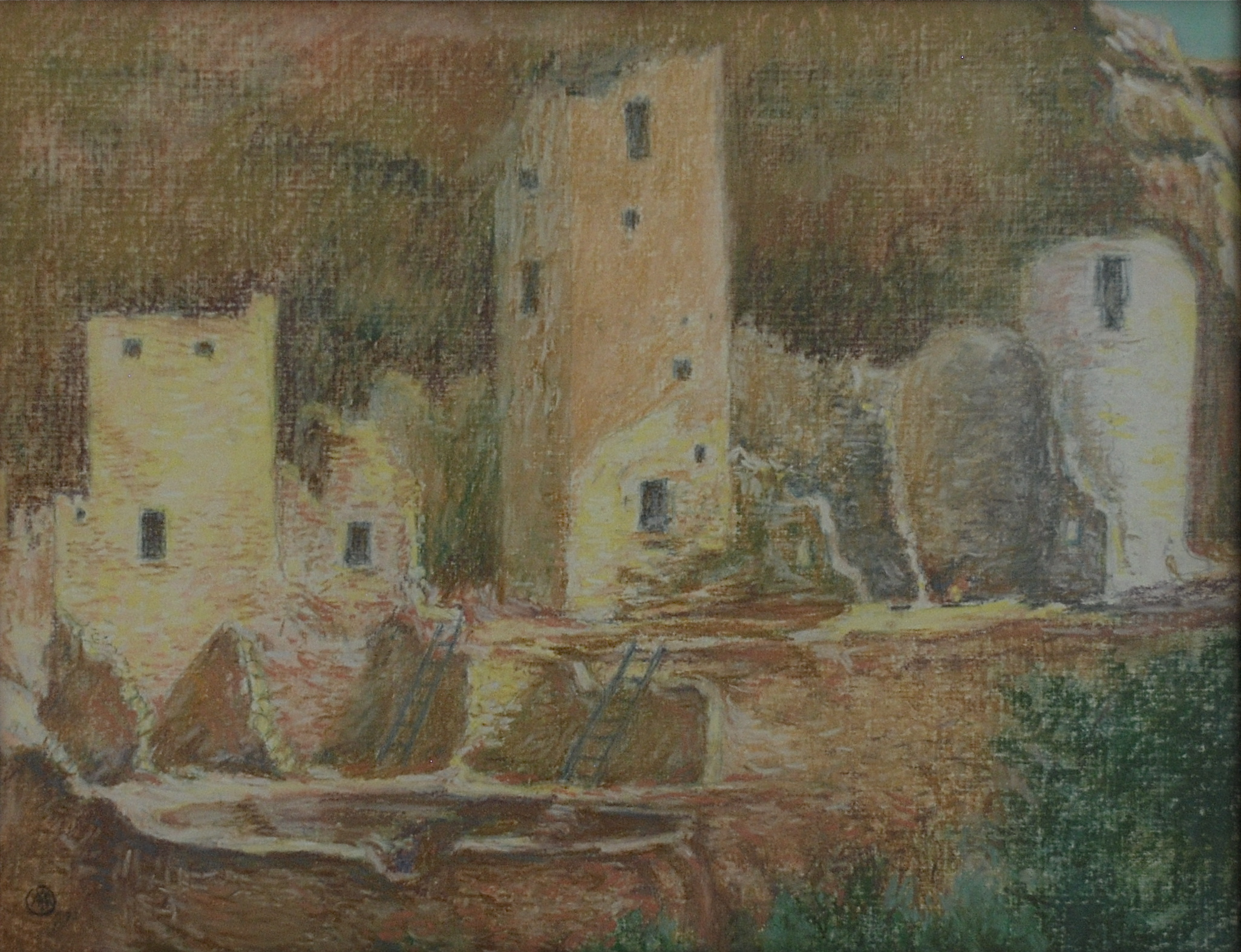
"Cliff Palace" de Mary Agnes Yerkes, 1973, pastel sobre tabla de lienzo.
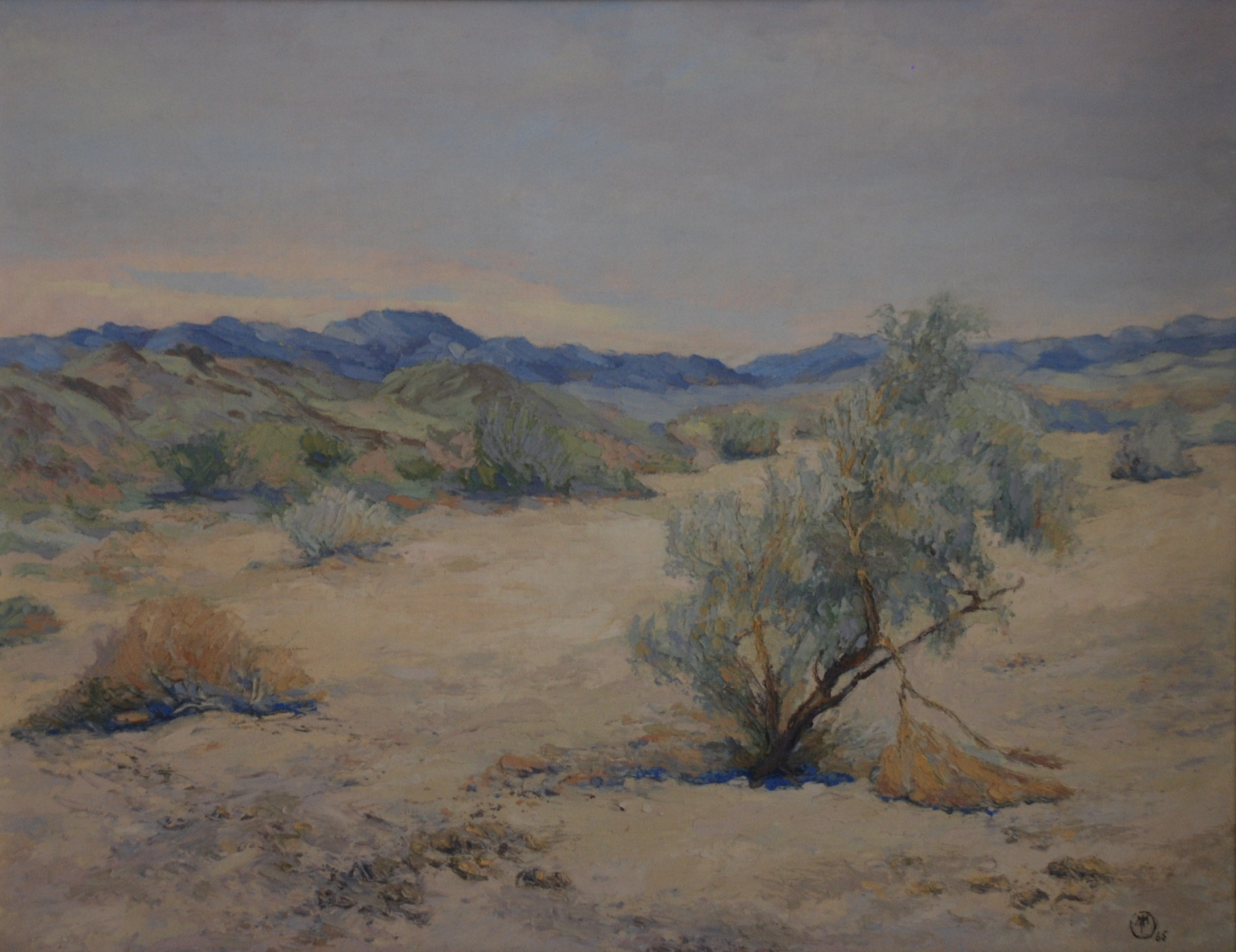
"Early in the Day in Desert Quiet" de Mary Agnes Yerkes, 1965, óleo sobre lienzo.
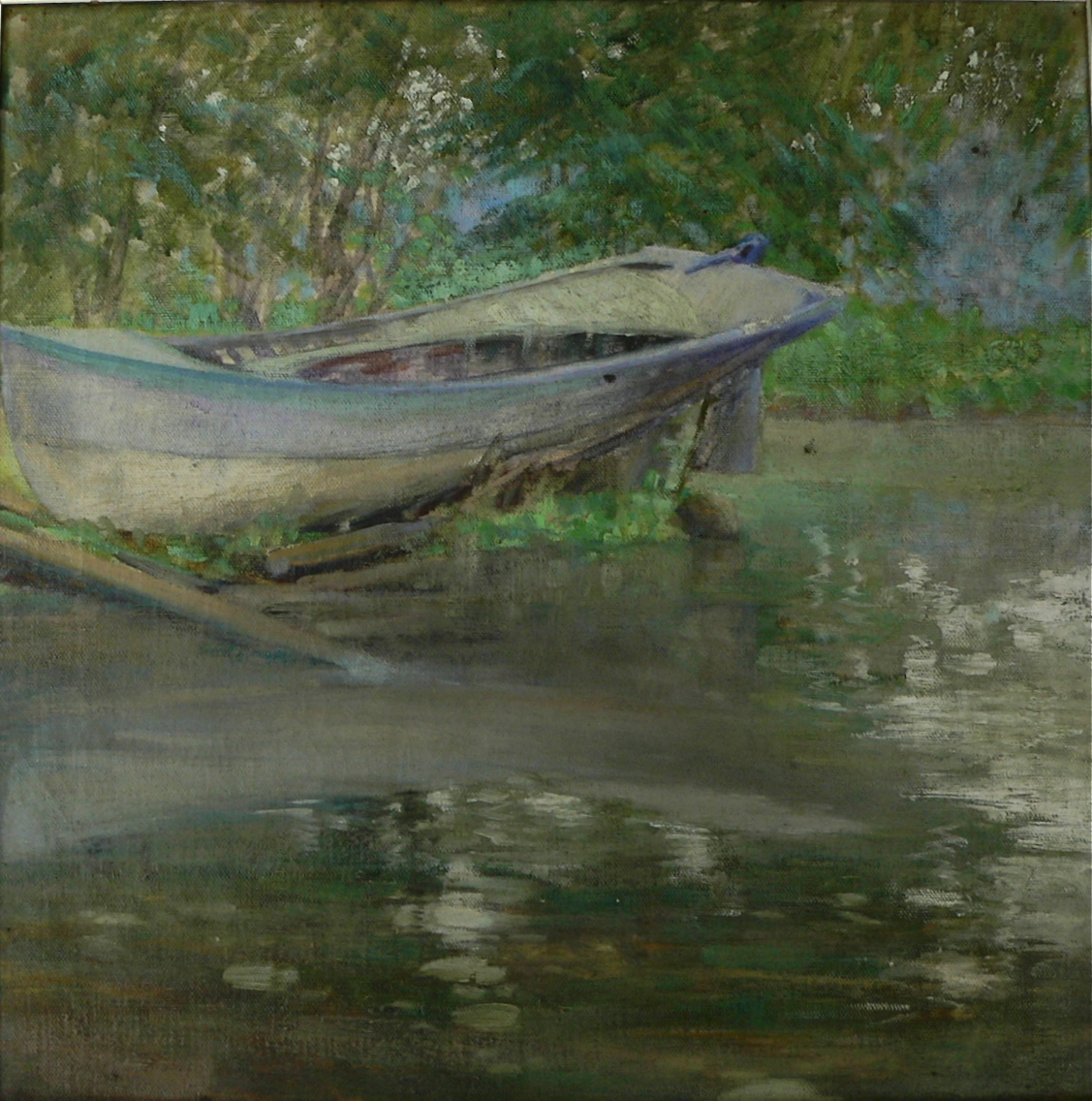
"Blue Boat" de Mary Agnes Yerkes, hacia 1920, óleo sobre lienzo.